# Ziethen (Lauenbourg)
Pour les articles homonymes, voir Ziethen.
Ziethen est une commune allemande située dans l'arrondissement du duché de Lauenbourg, dans le sud-est du land du Schleswig-Holstein.

## Personnalités liées à la ville
- Johannes Reinke (1849-1931), botaniste né à Ziethen.